# 朧月夜〜祈り
『朧月夜〜祈り』（おぼろづきよ いのり）は、2004年9月15日に発売された中島美嘉の2枚目のミニアルバムである。

## 解説
- 葉加瀬太郎とのコラボレーションアルバム。タイトルチューンの「朧月夜〜祈り」は、唱歌「朧月夜」に中島美嘉の詞と葉加瀬太郎の曲からなる続きを追加した楽曲で、日本コカ・コーラ「爽健美茶」のCMソング。2004年8月20日から9月10日、応募総数75万人から選ばれた完全招待制プレミアム・ライブツアー「爽健美茶限定 中島美嘉 ビューティフルライブ 2004 Produced by 葉加瀬太郎」が行われた。
- 10万枚完全限定生産で、CCCD盤（4曲7トラック）と12インチアナログ盤（2曲4トラック）が発売された。

## 収録曲
※CCCD盤とアナログ盤で収録内容が異なる。

### CCCD
1. 朧月夜〜祈り
  - 「朧月夜」作詞：高野辰之、作曲：岡野貞一、編曲：葉加瀬太郎／「祈り」作詞：中島美嘉、作曲：葉加瀬太郎
2. 沙羅
  - 作詞: 中島美嘉 ／ 作曲・編曲: 葉加瀬太郎
3. 月の沙漠
  - 作詞: 加藤まさを ／ 作曲: 佐々木すぐる ／ 編曲: 葉加瀬太郎
4. 雪の華 (silent version)
  - 作詞: Satomi ／ 作曲: 松本良喜 ／ 編曲: 葉加瀬太郎
  - 2003年シングルの新アレンジ。企画アルバム『〜Healing Collection〜 RELAXIN'』に再収録。
5. 朧月夜〜祈り (acoustic mix)
  - 編曲: 葉加瀬太郎
6. 沙羅 (Jazztronik remix)
  - 編曲: Jazztronik
7. 朧月夜〜祈り (Instrumental)

### アナログ盤
- A面
  1. 朧月夜〜祈り
  2. 朧月夜〜祈り (acoustic mix)
- B面
  1. 沙羅
  2. 沙羅 (Instrumental)

### 「朧月夜〜祈り」
- 2005年発売のベストアルバム『BEST』に再収録。
- 2015年11月23日発売の『しまじろうの おやこでうたおう こどものうた』に「歌い継いでほしい曲」として収録[2]

カバー
- 海上自衛隊東京音楽隊（ソプラノ：三宅由佳莉） - 2013年11月6日発売のアルバム『遙かな海へ』に収録[3]。